# فندق الشماعين

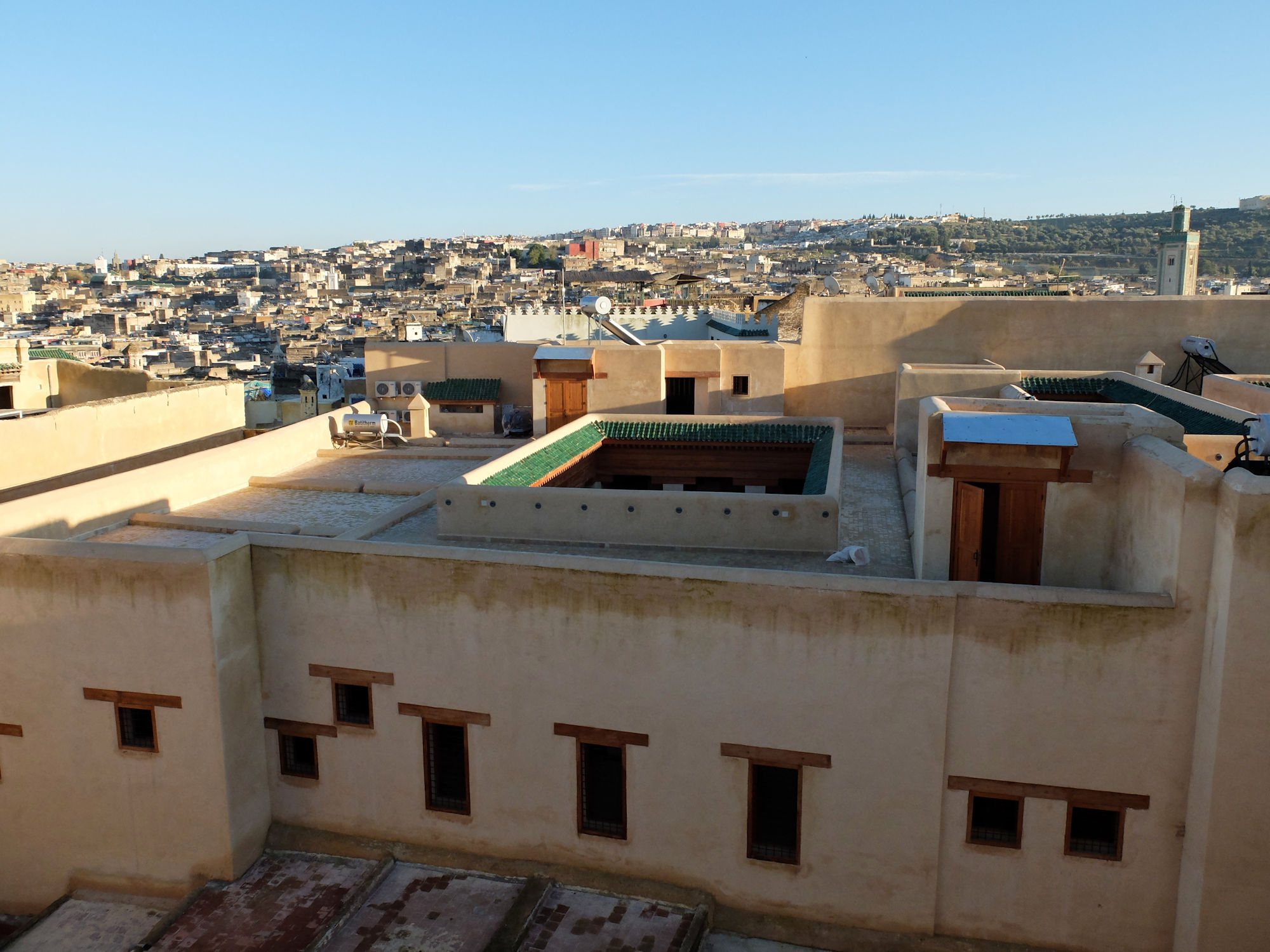
منظر لأحد الصندق من الأعلى، مع مساحة لفناء في الوسط.

فندق الشماعين   هو فندق من القرون الوسطى (الخان فندق على الطرقات للمسافرين والقوافل) في فاس، المغرب. كما أنه مُجاور لهيكل فندق آخر، فندق السبطرين؛ ونتيجة لذلك، فإن الاثنين يشكلان مجمعًا معماريًا مشتركًا يُشار إليه أحيانًا باسم. وكلاهما يقعان جنبًا إلى جنب غرب جامع القرويين في قلب المدينة التاريخية، فاس البالي.